# Ellen Kiessling
Ellen Kiessling (República Federal Alemana, 17 de febrero de 1968) es una atleta alemana retirada especializada en la prueba de 1500 m, en la que ha conseguido ser campeona europea en 1990.

## Carrera deportiva
En el Campeonato Europeo de Atletismo de 1990 ganó la medalla de plata en la carrera de 1500 metros, corriéndolos en un tiempo de 4:08.67 segundos, llegando a meta tras la yugoslava Snežana Pajkić y por delante de la suiza Sandra Gasser (bronce).